# Alopecosa mariae
Alopecosa mariae là một loài nhện trong họ Lycosidae.
Loài này thuộc chi Alopecosa. Alopecosa mariae được Maria Dahl miêu tả năm 1908.